# De Lier
De Lier is een plaats in de provincie Zuid-Holland. De plaats telt 12.830 inwoners (1 januari 2023). Tot 1 januari 2004 was De Lier een zelfstandige gemeente, maar door een gemeentelijke herindeling ging deze op in de gemeente Westland samen met de gemeenten Monster, Naaldwijk, 's-Gravenzande en Wateringen.
Voor De Lier, gelegen in het Westland, is de glastuinbouw de belangrijkste economische sector.

## Naam
De naam De Lier komt van het riviertje de Lee. In geschriften spreekt men van de Lihora (ook wel Liora, wat de heldere betekent). Maar het grootste deel van de plaatselijke bevolking sprak geen Latijn, waardoor het watertje bekendstond als de Leer, Lede of Lee. In het oud Germaans betekent dit: weg of doorgang, te water of op het land. Men had het dus over het dorp aan de Leer, later afgekort tot De Leer. Dit werd vaak zuiver uitgesproken als De Lier, de naam die de plaats tegenwoordig nog steeds draagt.

## Ligging en geografie

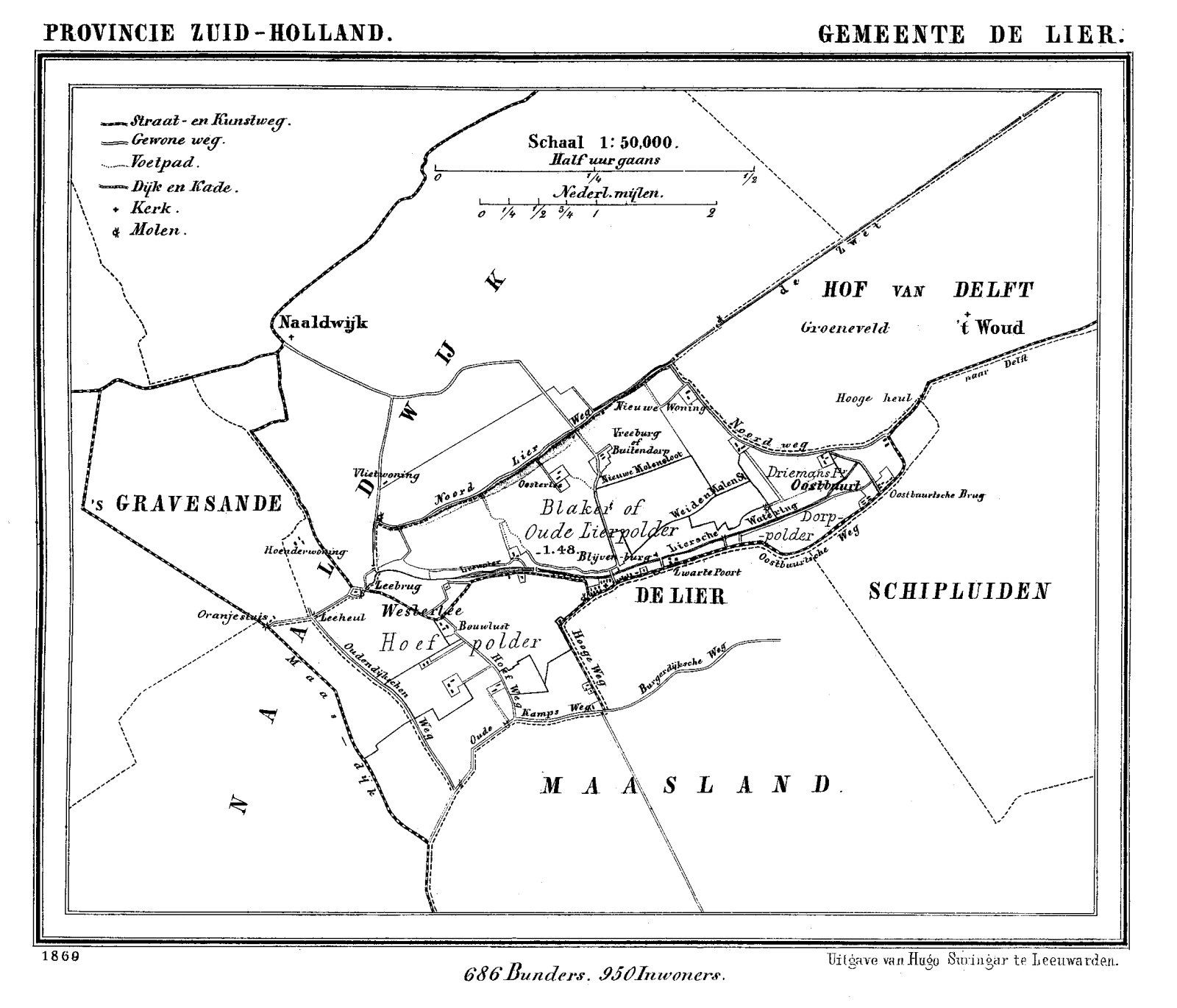
Kaart van de voormalige gemeente De Lier in 1869.

Het Zuid-Hollandse De Lier grenst in het westen aan Naaldwijk, in het noordoosten aan Schipluiden en in het zuidoosten aan Maasland. De grens in het noordwesten valt samen met de waterloop Zwethkanaal en Kromme Zweth. Het grondgebied van de toenmalige gemeente is na de grondwetswijziging in 1848 driemaal gewijzigd. Tot 2004 viel de grens met Schipluiden samen met de Noord-Lierweg en de Oostbuurtseweg. In 1887 werd het gebied ten zuiden van Lierweg tot de Burgerdijkseweg dat hoorde bij Maasland, bij De Lier gevoegd. Deze weg bleef met de Oude Campsweg de scheidslijn met Maasland tot de herindeling in 2004. In 1957 is de zuidwestelijke grens met Naaldwijk van de Oudendijkseweg en het Sint Jorispad opgeschoven naar de Burgemeester Elsenweg. De laatste gebiedswijziging kwam met de herindeling van de gemeente in 2004. Tuinbouwgebieden die grensden aan De Lier in de Groeneveldse polder en Dorppolder die in Schipluiden lagen en in de Oude Campspolder en Kralingerpolder die bij Maasland hoorden, werden toen bij De Lier en de nieuwe gemeente Westland gevoegd.
Tot het grondgebied van de voormalige gemeenten De Lier behoorden nog zes andere kernen of buurtschappen: Blaker, Nieuwe Tuinen, de Oostbuurt, Lierhand, Burgersdijk en Westerlee. De Lier, Oostbuurt, Burgersdijk en Westerlee zijn ontstaan op en langs dijken en zijn van oorsprong lintvormig. De Blaker en Lierhand zijn ontstaan na de Tweede Wereldoorlog en Nieuwe Tuinen ontstond tussen de wereldoorlogen, in het Interbellum.
De Lier ligt in een voormalig krekengebied waar de Lee onderdeel van was. Gedurende het Subboreaal tussen 2300 en 700 v. Chr. vormde zich oppervlakteveen op het grondgebied en in de rest van West-Nederland. Na deze periode werd in het Westland een deel van dit veen weggeslagen en bedekt met jonge zeeklei door overstromingen vanuit de kreken. Doordat het land niet overal evenveel overstroomde bevinden zich ten oosten van De Lier nog venige bestanddelen in de ondergrond. Tussen 1130 en 1170 werden door overstromingen een metersdikke kleilaag afgezet op het grondgebied van De Lier, het Westlanddek. Na deze overstromingen werd de Lee afgedamd, na daarvoor te zijn bedijkt. Een overstroming in de dertiende eeuw zette alleen in het zuiden van het dorp nog jonge zeeklei af. In de negentiende en twintigste eeuw zijn delen van het grondgebied voor de tuinbouw geschikt gemaakt waarbij de bovengrond is vermengd met zand en bagger uit sloten: opgevaren grond.

## Geschiedenis

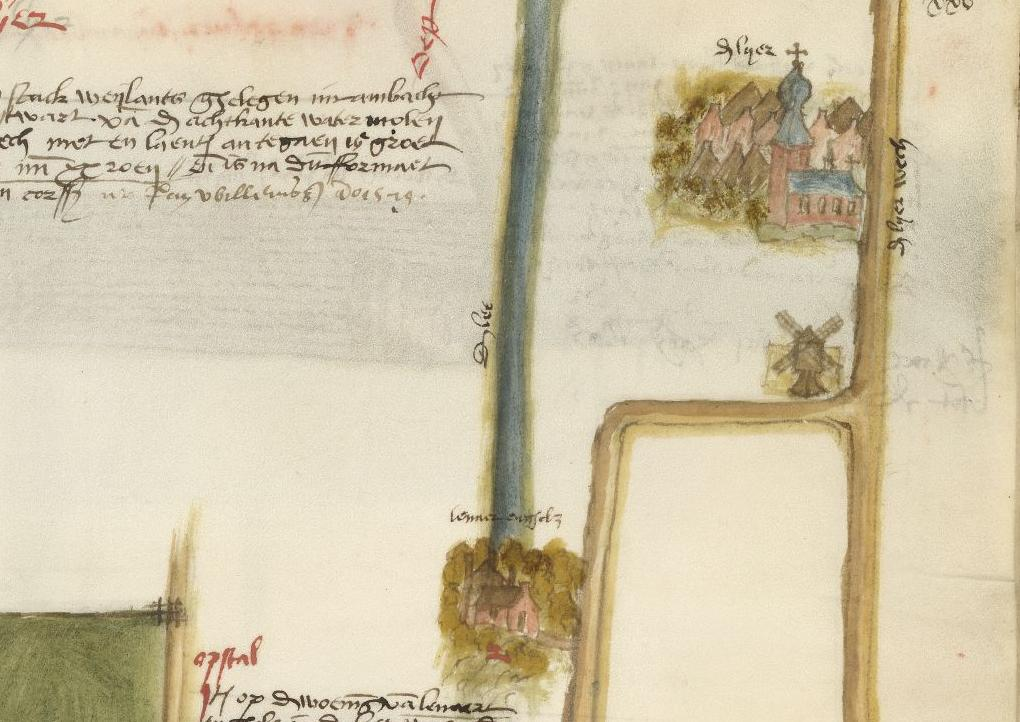
De Lier of De Lyer schematisch afgebeeld op een kaart uit 1566. Afgebeeld is de kerk met uivormige spits. Duidelijk is ook de Lee, de Lierweg en onder het dorp de Hoefpoldermolen te zien.

### Middeleeuwen
Wanneer De Lier voor het eerst bewoond werd, is niet precies te zeggen. Wel blijkt uit bodemvondsten uit de omgeving, dat het gebied al ver voor de Romeinse tijd bewoond werd. Omdat het gebied moerassig was en op weinig plekken bewoonbaar, woonde men op hooggelegen plaatsen en leefde men van akkerbouw en hield men schapen.
Vanaf 985 werd begonnen met het grootschalig ontginnen van het Midden-Delflandgebied toen het in handen kwam van de graaf van Holland. De inpoldering van het grondgebied van de voormalige gemeente De Lier geschiedde betrekkelijk laat. Door de lage ligging moest de getijdenrivier de Lee eerst worden bedijkt. Na de bedijking van de Lee zijn in de elfde eeuw de Hoefpolder, Kralingerpolder en de Dorppolder ontgonnen. De Oude Lierpolder werd in de twaalfde eeuw ontgonnen na de afdamming van de Lee.
De Lee wordt voor het eerst genoemd in een brief van keizer Otto III als het riviertje Liora. Melis Stoke beschrijft in een van zijn werken het watertje Lihora. De vroegste vermelding van de plaats De Lier is in een oorkonde uit 1201, waarin graaf Dirk VII van Holland een schenking bevestigt van land uit De Lier aan de Abdij van Rijnsburg.
Op het grondgebied hebben een aantal kastelen gestaan zoals: Uiterlier, Diepenburch en Boekestein.

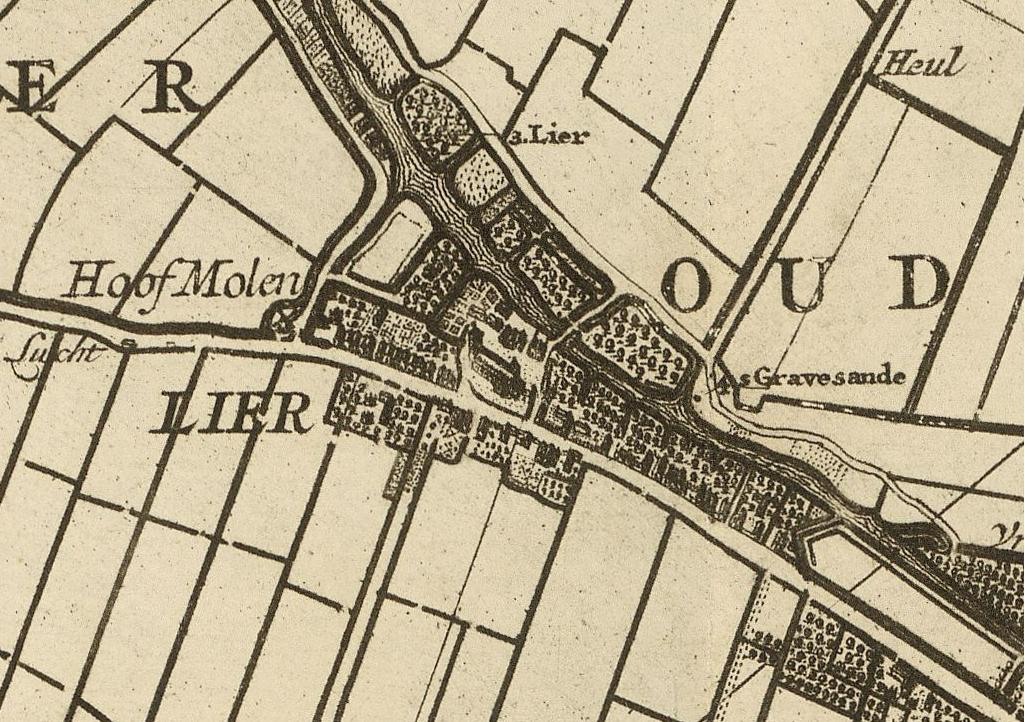
Kaart van De Lier uit 1712. Bij de Hoefpoldermolen of Hoofmolen (links) begint de latere Sportlaan.

Door het sluiten van de oude kerk was de Lierse bevolking aangewezen op de moederkerk te Maasland. De verre afstand en gevaarlijke, slechte wegen tijdens slecht winterweer maakte het geregeld onmogelijk hun godsdienstplicht te vervullen. Daarnaast zorgde de bevolkingsgroei in de 11e en 12e eeuw samen met de overname van de moederkerk door de Duitse Orde, dat het voorname geslacht Uyterliere aanleiding kreeg te vragen of zij een eigen parochie mochten stichten aan rivier de Lee. Uit een besluit van de bisschop van Utrecht in juli 1245 blijkt dat de familie Uyterliere en de andere parochianen het recht verkregen om zelf te begraven en te dopen met een daarvoor gebouwde kapel. Alle diensten mochten dus vanaf nu in De Lier worden gegeven, behalve de belangrijke jaarlijkse vieringen die nog steeds in Maasland moesten worden gevolgd. De gebouwde kapel blijkt uit onderzoek nog steeds een gedeelte te zijn van dezelfde kerk die tegenwoordig wordt gebruikt door de Nederlands Hervormde gemeente. Hieruit kan worden opgemaakt dat de toenmalige gemeente over een zekere welvaart beschikte aangezien het gebouw veel te groot wordt geacht voor de kleine gemeente. De kerk zelf was een behoorlijk gebouw met de hedendaags zware vierkante toren. Het hoofdaltaar en de kleinere altaren werden bediend door een pastoor en 2 kapelaans. De kerk zelf werd gewijd aan St. Joris met een St. Jorisgilde. Er stond een groot houten ruiterstandbeeld met zilveren harnas in de kerk waar genezende krachten aan toe werd geschreven en waar pelgrims van heinde en ver op af kwamen. Daarnaast werd vanaf de kerk jaarlijks een processie gehouden, met het beeld van St. Joris, naar de Waterslootse Poort in Delft.
De status van het dorp was een ambacht. Dit betekent dat er een baljuw en schout aan het hoofd van de gemeente stonden. Deze waren beide ook belast met de rechtspraak van het dorp. Daarnaast bestond het bestuur uit negen mannen van adel (welgeboren mannen), 7 zetters en 7 schepenen jaarlijks verkozen door de ambachtsheer.
Door gronddaling in de Late Middeleeuwen werd de grond te nat voor akkerbouw en gingen de boeren voornamelijk over op veeteelt en tuinbouw. Akkerbouw bleef bestaan maar werd van ondergeschikt belang.

### Vroegmoderne tijd
Het dorp heeft in de 16e eeuw niet actief meegedaan aan de Beeldenstorm, maar de geloofsstrijd tussen rooms-katholieken en protestanten deed zich ook in De Lier voor. De Lierse parochie dacht aanvankelijk handig de reformatie te overleven. In die tijd dat overal de katholieke kerken werden bestormd door calvinisten, verklaarde de Lierse pastoor Arent Dircksz. Vos dat hij nu een protestantse predikant was geworden. Hij kon echter niet lang dienstdoen als predikant. Toen rond 1567 de Spaanse hertog van Alva op gezag van de Spaanse koning in Holland het gezag kwam herstellen, werd de Lierse predikant in het gevang geplaatst. Na drie jaar opgesloten te zijn geweest, werd de pastoor/predikant alsnog ter dood gebracht. De Spanjaarden hadden voor hem een katholieke opvolger benoemd, maar deze was ook geen lang leven beschoren. Toen de Geuzen twee jaar later in het gebied de overhand kregen, gingen zij even hardhandig te keer om het calvinistische geloof aan de Lierse parochie op te dringen. De katholieke opvolger werd door de Geuzen vermoord. In deze roerige tijd brandde ook de kerk en toren af, aangestoken door rondtrekkende geuzen.
In de zeventiende eeuw ontstond uit een boerderij de buitenplaats Hoofbosch in de Hoefpolder. Deze is eind achttiende eeuw verdwenen.

### Landbouw, tuinbouw en de opkomst van de veiling

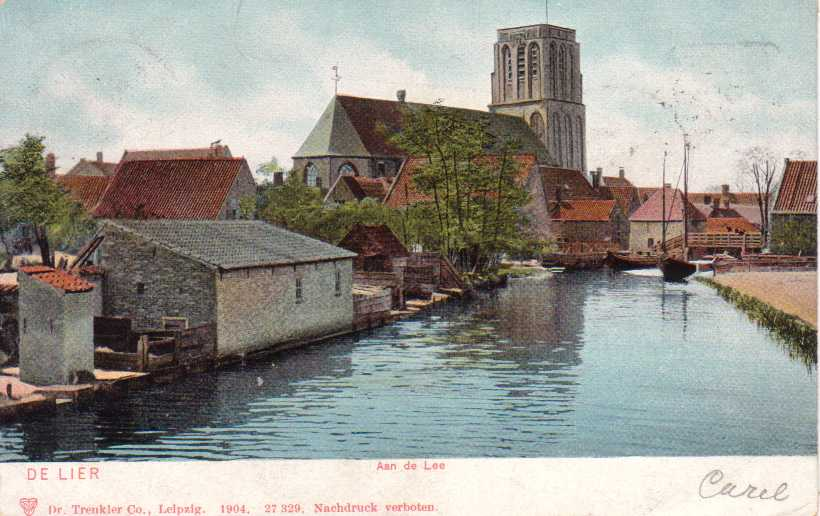
Zicht over de Lee in 1904 en op de achtergrond de Lierse Dom uit de vroeg vijftiende eeuw.

Voor de boeren in De Lier bleef veeteelt tot 1900 de belangrijkste bezigheid. De tuinbouw was tot die tijd nog van beperkte omvang en meestal alleen voor eigen gebruik. Door de goede bodem, verbindingen en klimaat waren de omstandigheden voor tuinbouw in het gebied wel gunstig. Met bagger en zand werd de bodem verder verbeterd. Gewassen die in de akkerbouw werden verbouwd waren onder andere tarwe, aardappelen en vlas. Met de komst van machines werd de vlasteelt tegen 1880 vervangen voor de tuinbouw. De groei van de steden en de export naar Engeland en Duitsland zorgde voor een stijging in de vraag naar tuinbouwproducten. Weilanden en akkers werden omgezet in tuinbouwgrond. Rond 1890 maar voornamelijk vanaf 1905 gingen tuinders over op het telen van groente en fruit onder glas. In De Lier was de omschakeling naar glas later vergeleken met andere Westlandse plaatsen door de slechtere verbindingen met de steden. Eerst werd nog verbouwd onder platglas, later in kassen. In het begin van de twintigste eeuw beleefde de Westlandse druif zo zijn glorietijd. De kassen verschenen langs waterwegen, met name langs de Lee, zodat kolen en mest makkelijk aangevoerd en tuinbouwproducten makkelijk afgevoerd konden worden. Eind negentiende eeuw waren tuinbouwbedrijven geconcentreerd in het westelijk deel van de Oude Lierpolder, de Nieuwe Tuinen. Vanaf de jaren twintig van de twintigste eeuw werden de wegen verbeterd waardoor het vervoer over water afnam. Tuinbouwbedrijven hoefden niet meer aan een waterweg te liggen. Hierdoor ontstonden tuinbouwbedrijven in het zuiden langs de tramlijn, de Burgemeester van Doornlaan, Burgemeester Elsenweg, Hoefweg, Hoogweg en de Oude Campsweg. Vanaf het midden van de negentiende eeuw is voornamelijk akkerland omgezet in lucratievere tuinbouwgrond. Tegen 1930 werd meer dan 65% van de agrarische grond gebruikt als grasland, meer dan 30% als tuinbouwgrond en minder dan 10% als akkerland.
Vanaf het jaar 1891 werd op de woensdag en zaterdagavond vanaf zeven uur de groente en fruit verkocht in het plaatselijke café waar de producten werden uitgestald op het biljart. Vanaf 1903 verrezen er in de buurtschap Westerlee de eerste loodsen en kreeg de veiling Westerlee gestalte. Die is later uitgegroeid tot een complex van 30 hectare. In 1997 is deze veiling met andere groenteveilingen gefuseerd. Deze werken momenteel onder de naam The Greenery. De Lier en Westerlee kregen beiden een aansluiting op de tramlijn van de WSM in 1907 naar Loosduinen, en vanaf 1912 naar Delft en Maassluis. Hiermee konden tuinbouwproducten nog sneller naar de afzetmarkten vervoerd worden. Reizigerstreinen waren er tot in de jaren 30; het goederenvervoer bleef tot 1968. De lijn is opgeheven door de opkomst van de vrachtwagens. Tussen De Lier en Schipluiden / Maasland is de lijn fietspad geworden. De Lier heeft geen stationsgebouw gehad; de straatnaam 't Perron herinnert er nog aan dat er alleen een perron was. De baan lag hier tussen die straat en de provinciale weg, en stak de provinciale weg over ongeveer waar nu de fietstunnel is.

### Tweede Wereldoorlog
Op 28 augustus 1939 werd in Nederland - en dus ook in De Lier - de algemene mobilisatie afgekondigd, waardoor veel mannen en jongens een oproep kregen om zich binnen 24 uur te melden bij café De Gouden Leeuw. Bussen brachten de mannen naar hun bestemming. Op 10 mei 1940 begon de oorlog en op verschillende plaatsen in Nederland, zoals de Grebbelinie, Moerdijkbrug en Dordrecht leverden soldaten uit De Lier strijd.
Tijdens de bezetting kregen sommige bewoners te maken met de inkwartiering van Duitse militairen, andere moesten goederen als eieren en melk verkopen aan de Duitsers of voor hen aardappelen schillen. Zo waren er Duitse soldaten ingekwartierd in een boerderij aan de Noordlierweg en in de pastorie van de Lierse Dom en ook de Hervormde school werd gevorderd.
De Nederlandse Arbeidsdienst trok in de Gereformeerde school en later ook in de Rooms-katholieke school waardoor de kinderen geen onderwijs meer kregen. Leden van de arbeidsdienst moesten onder meer dijken graven om de Groeneveldse polder vanaf de Kerklaan tot aan 't Woudt, zodat dit land onder water gezet kon worden, zodat er geen Engelse vliegtuigen konden landen. Ook moesten er palen geslagen worden in de weilanden tussen de provinciale weg en de Burgerdijkseweg en de weilanden tussen de Hoogweg en de Hoefweg met hetzelfde doel.
De jaren dertig waren voor de tuinbouw ook in de Lier slechte jaren geweest met een sterk teruggelopen export, lage opbrengsten en veel producten die werden doorgedraaid. Tuinders konden in die tijd moeilijk overleven en de lonen van werknemers waren laag. Met de komst van de Duitsers brak er voor de economie even betere tijden aan. De helft van de aangevoerde producten mochten niet meer worden geveild maar werden direct voor een vaste prijs geëxporteerd naar Duitsland. De voedselvoorziening werd gezien als een prioriteit, wat voordelen met zich meebracht.
Toen het voedseltekort erger werd probeerden veel tuinders zo veel mogelijk achter te houden voor zichzelf, familie of vrienden of voor de stroom van voedselzoekers uit de stad. Veel tuinders en boeren hielpen deze mensen gratis of tegen een kleine vergoeding, maar er waren ook mensen die rijk werden door de zwarte handel. Na de bevrijding werd dit weer rechtgezet door de boekhouding van 1940 met die van 1945 te vergelijken. Het verschil was oorlogswinst waar 95% belasting over betaald moest worden.
Vanaf 20 december 1944 werden er steeds vaker razzia’s gehouden, waarbij veel arbeidskrachten werden opgepakt om in Duitsland of ergens in Nederland voor de Duitsers te werken. Hierdoor ontstond een tekort aan arbeidskrachten waardoor de tuinbouw bijna stil kwam te liggen.
Op 5 mei was de bevrijding in Nederland een feit. In de nacht van 5 op 6 mei marcheerden de Duitsers richting Delft. Mensen die hadden samengewerkt met de Duitsers werden op 7 mei opgepakt door de Binnenlandse Strijdkrachten en ondergebracht in het graanpakhuis achter Van der Horst aan de Hoofdstraat. Meisjes en vrouwen, waarvan een aantal van buiten De Lier, die met Duitse soldaten omgang hadden gehad (moffenmeiden) werden kaalgeschoren om hun schande duidelijk zichtbaar te maken.
De Canadezen kwamen op dinsdag 8 mei vanuit Delft met hun tanks en jeeps, waarbij de inwoners langs de weg juichten en de bevrijders begroetten.

### Na 1945

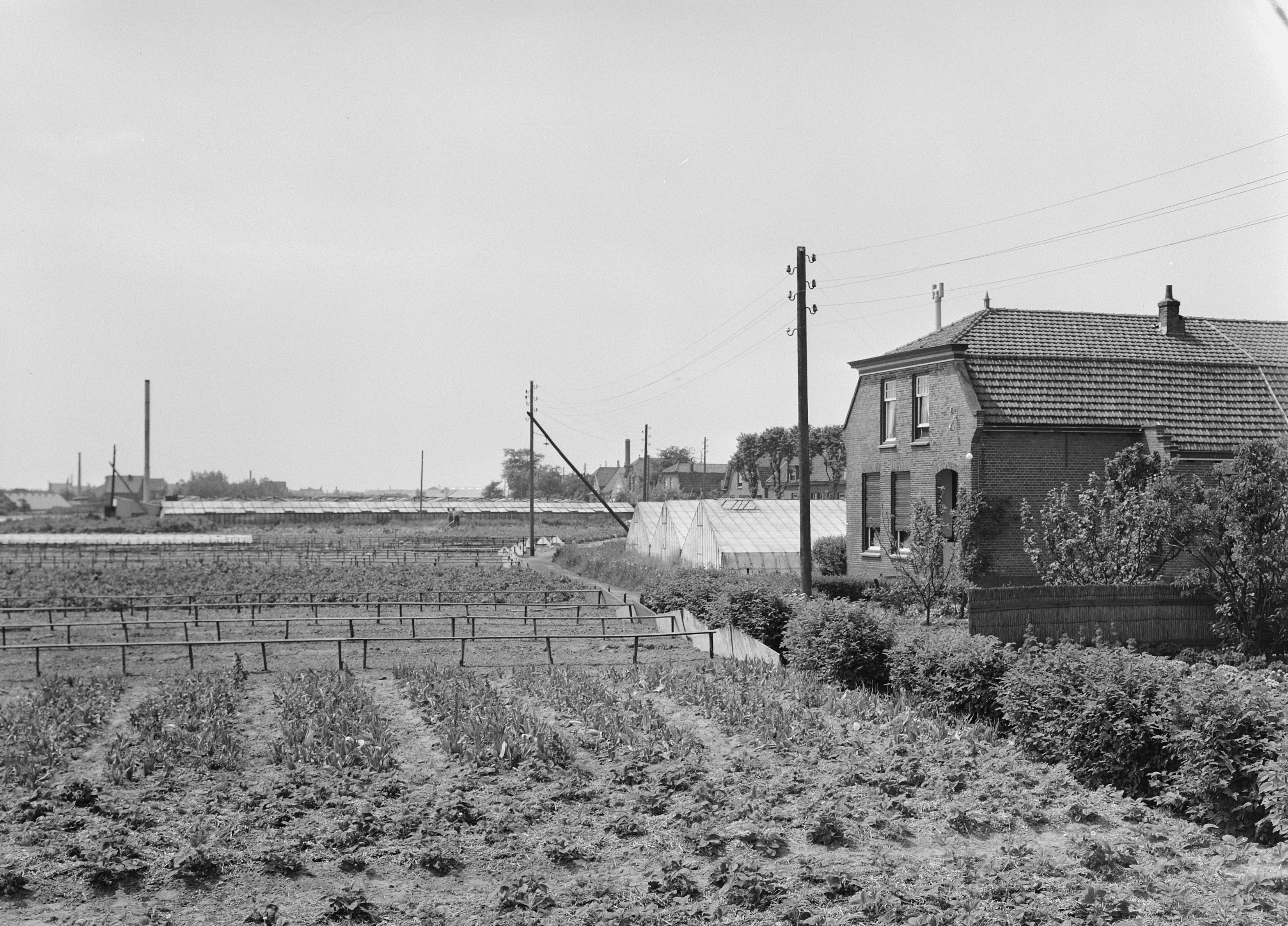
Tuinbouw in De Lier, 1955. Rechts, achter het woonhuis, drie druivenserres. Links bakken voor platglas waarvan het glas niet aanwezig is.

Na de oorlog werd veel grasland omgezet in tuinbouwgrond waardoor rond 1955 de oppervlakte van beide categorieën even groot was. De druiventeelt verdween en een verschuiving ontstond van groente- naar bloementeelt. De groei van tuinbouwgrond is doorgezet en anno 1995 zijn alleen verspreid tussen kassen nog wat weidelanden te vinden.
In 1954 kwam er een militair barakkenkamp buiten de bebouwde kom van De Lier met de naam Schefferkamp, vernoemd naar een vaandrig vliegwaarnemer die gesneuveld was tijdens de Tweede Wereldoorlog in Nederlands-Indië. Na 40 jaar, in 1994 werd het kamp gesloten en werden de houten barakken gesloopt waarna er wooncontainers werden geplaatst en het tot 2003 een nieuwe functie kreeg als asielzoekerscentrum.
In het jaar 2001 deed de behoefte aan bestuurlijke schaalvergroting zich voelen. In opdracht van de zeven Westlandse gemeenten deed een onderzoeksbureau onderzoek naar meerdere scenario's. De conclusie was dat het verstandig was dat de zeven gemeenten zouden samen gaan. Vervolgens werden er volksraadplegingen gehouden in alle zeven dorpen om de mening van de burgers te peilen. In De Lier was er keuze uit drie opties: 1. Voor samengaan De Lier, Maasland, Schipluiden (31,2%) 2. Voor een grote gemeente Westland (60%) 3. Voor samengaan De Lier, 's Gravenzande, Monster, Naaldwijk, Wateringen en samenvoeging Schipluiden en Maasland (8,7%). De opkomst was 47%. Op 1 januari 2004 was de fusie een feit en werd De Lier onderdeel van de gemeente Westland.
Met de fusie waren ook grondgebiedswijzigingen gemoeid. Gebieden zoals het recreatiegebied het Kraaiennest werden bij Midden-Delfland gevoegd en gebieden in de Oude Campspolder kwamen bij de nieuwe gemeente Westland.

## Religie
In De Lier zijn vier religieuze instellingen te vinden:
- Hervormde gemeente 'De Domkerk' te De Lier aan de Hoofdstraat
- Gereformeerde Kerk 'De Vredekerk' te De Lier aan de Koningin Wilhelminastraat
- Rooms-katholieke Pastorie H.H. Martelaren van Gorcum aan de Kerklaan

## Wijken en buurten

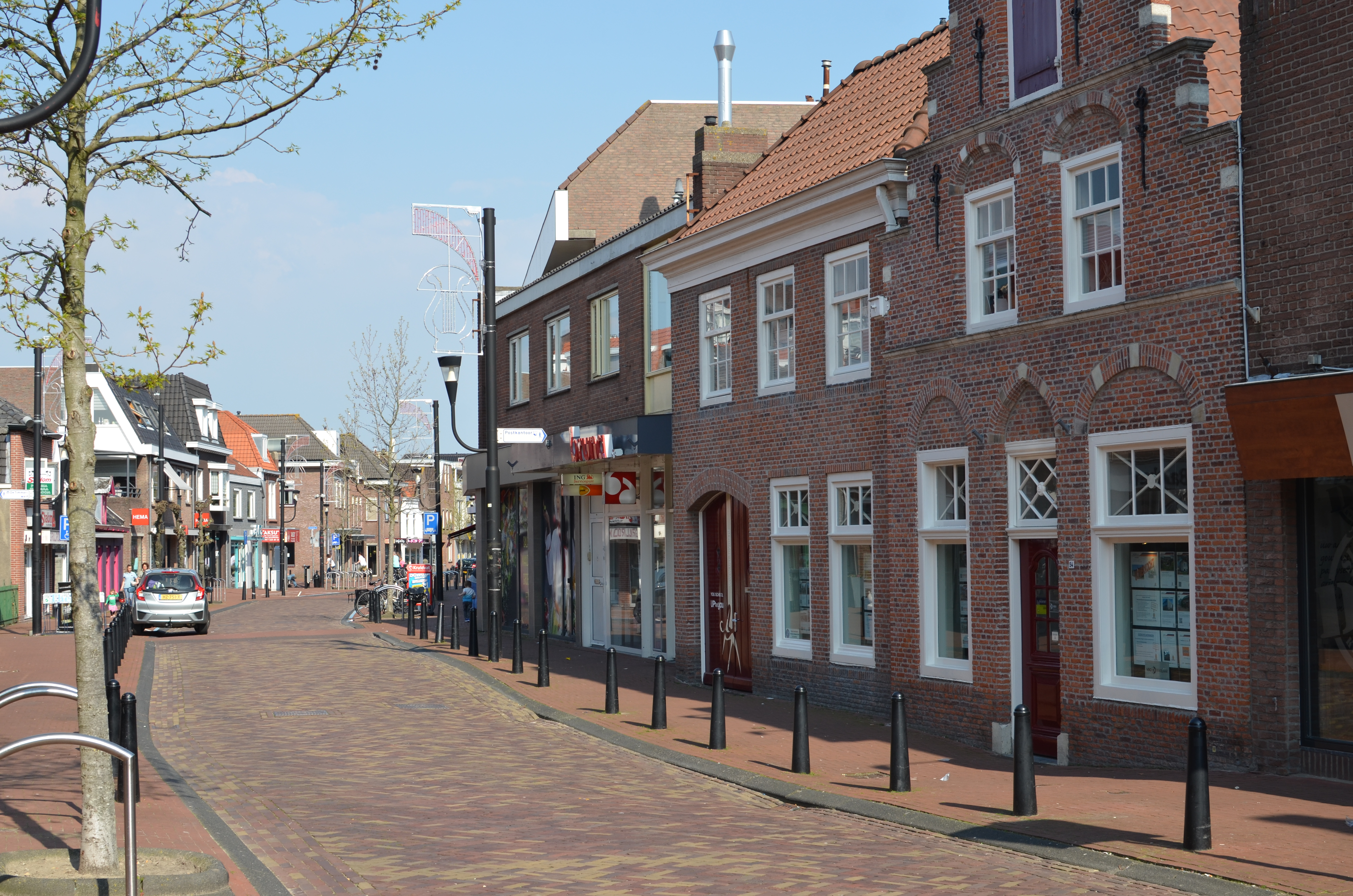
Hoofdstraat in 2019

- Bleijenburg
- Bloemenbuurt
- Bomenwijk
- Centrum
- Druivenbuurt
- Europabuurt
- 't Heitje
- Molensloot
- Muziekbuurt
- Oranjebuurt
- Uitterlier
- Vogelbuurt
- Wilgenbuurt
- Zeeheldenbuurt
- Burgemeestersstraten

## Bezienswaardigheden

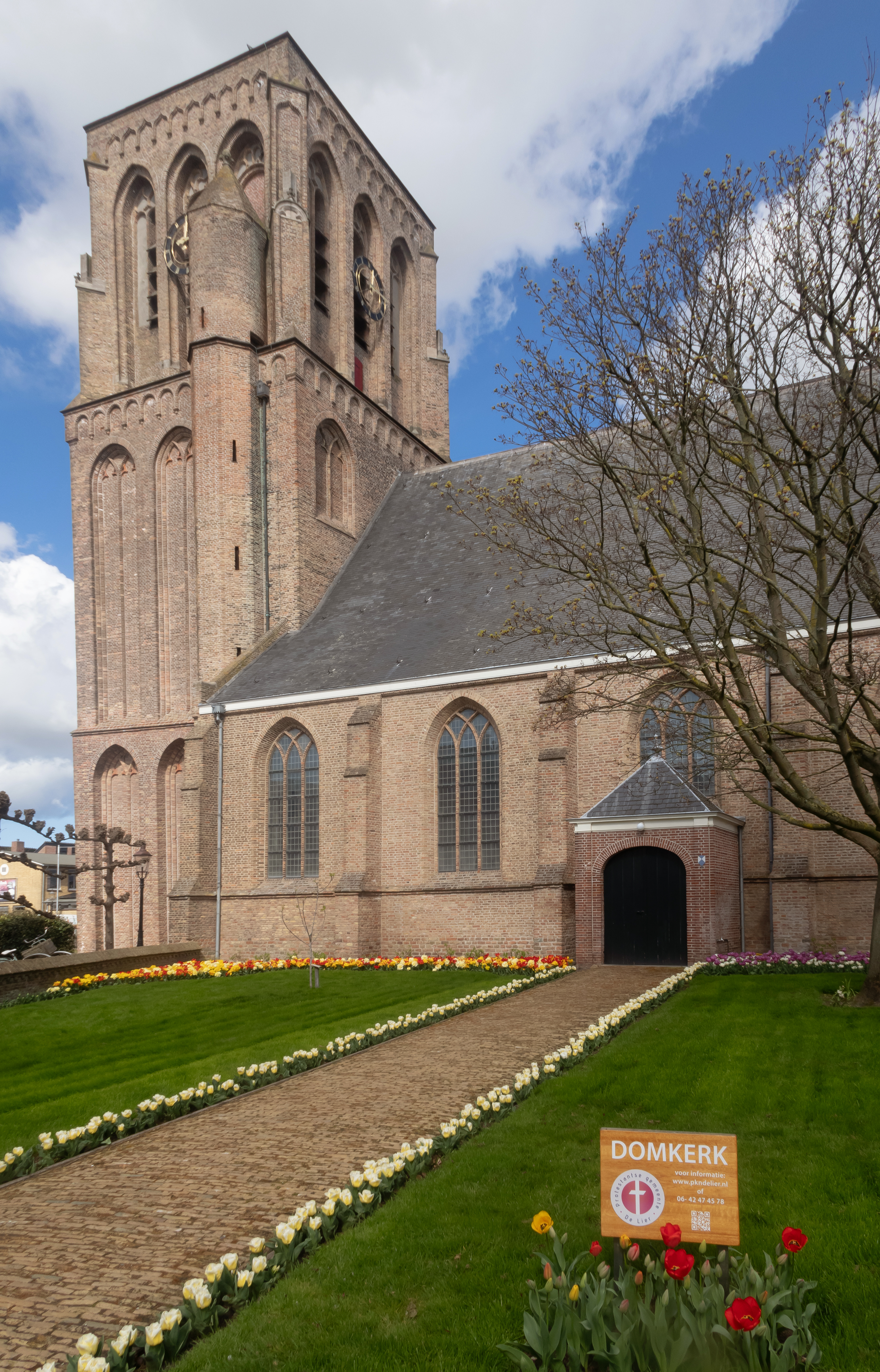
De Lierse Dom

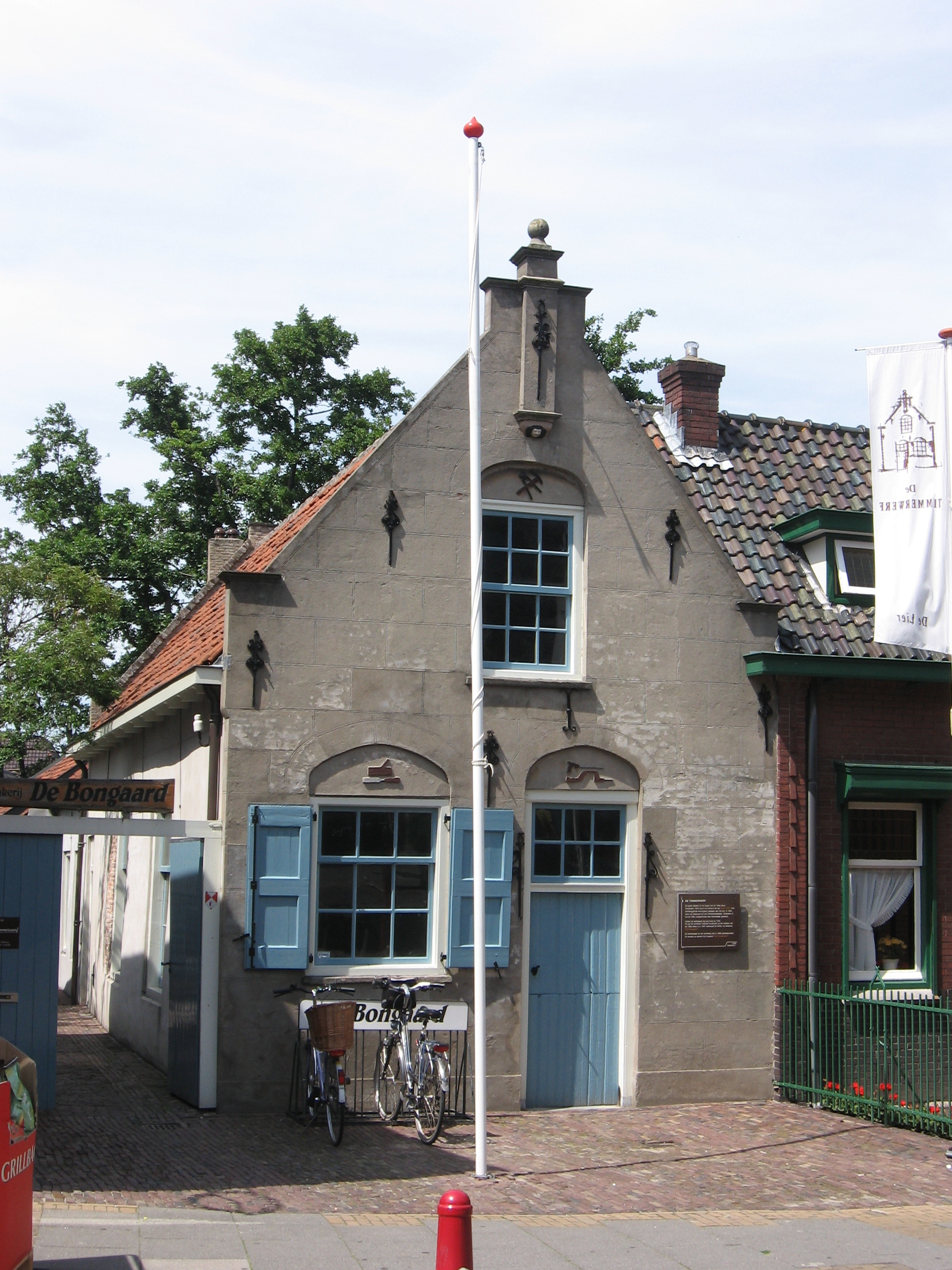
De Timmerwerf

De Lier telt een negental rijksmonumenten:
- Lierse Dom. De toren en de bijbehorende kerk zijn gebouwd rond het midden van de 14e eeuw. In 1572 brandde de uivormige torenspits af na waarschijnlijk een blikseminslag.
- Museum De Timmerwerf. Dit 16e-eeuwse pand was sinds 1642 onafgebroken in gebruik als timmerwerkplaats. In 1996 kocht de (toenmalige) gemeente De Lier het pand en vestigde er een timmermuseum in.
- Boerderij Woudtzicht 1 uit de achttiende eeuw. Na de grenswijziging van 1 januari 2004, is de boerderij overgegaan van Schipluiden naar de gemeente Westland.
- Oude Liermolen. De bemaling van de Oude Lierpolder dateert uit 1445. Het ging waarschijnlijk om een wipwatermolen, aangezien op de kaart van Kruikius van Delfland uit 1712 een dergelijke molen staat getekend. Vijf jaar later werd deze molen vervangen door een ronde stenen molen (type grondzeiler). In 1928 volgde de overschakeling naar mechanische bemaling. Het scheprad werd vervangen door een vijzel die werd aangedreven door een diesel-motor. In 1929 werden het wiekenkruis, staartwerk en binnenwerk afgebroken. De kap werd in 1951 van de molen gesloopt en vervangen door een betonnen dak. Vandaag de dag wordt de motor alleen nog bij extreme regenval ingezet als hulpbemaling. Van de drie molens die in De Lier hebben gestaan is deze als enige nog over.
- Boerderij Noordlierweg 4 De boerderij heeft een typisch zeventiende-eeuws woongedeelte, een krukhuis met rechts een opkamer en een kelder. Het pand is voorzien van een rieten dak en een witgeschilderde plint met oranje kruizen boven de keldervensters.
- Boerderij Oostbuurtseweg 25 Al voor 1600 stond op deze plek een boerderij. De huidige boerderij dateert waarschijnlijk uit de achttiende eeuw, met een voor deze streek toch wel opvallende kap. Deze loopt in vloeiende vormen van hoog naar laag over en is geheel met riet gedekt. Duidelijk herkenbaar is de melkkelder, kenmerkend voor een veeteeltbedrijf. Sinds 1960 doet het bedrijf niet langer dienst als boerderij.
- Woonhuis Hoofdstraat 54 Huis uit de zeventiende eeuw met een trapgevel en muurankers.

Daarnaast telt De Lier een negental gemeentelijke monumenten waaronder het kerkgebouw, de H.H. Martelaren van Gorcum. Deze katholieke kerk is gebouwd op de plaats van een kerk gewijd aan de Gorcumse martelaar Leonardus die hier sinds 1872 stond. Tussen 1929 en 1956 werd het huidige kerkgebouw afgebouwd.

## Verkeer en vervoer
Zoals alle kernen in de gemeente Westland heeft ook De Lier geen treinstation. De enige manier om naar De Lier per openbaar vervoer te komen is middels buslijn 455 (Zoetermeer, Centrum-West - 's-Gravenzande, De Brug). Deze heeft zes haltes verspreid door het dorp.
Via de N223 is De Lier aangesloten op zowel de A4 als de A20. Verder is De Lier aan de westkant aangesloten op de Veilingroute; een drukke verkeersader voor (vracht)verkeer van en naar een vestiging van de grootste bloemenveiling ter wereld, gelegen in het naastgelegen dorp Honselersdijk.

## Verenigingen

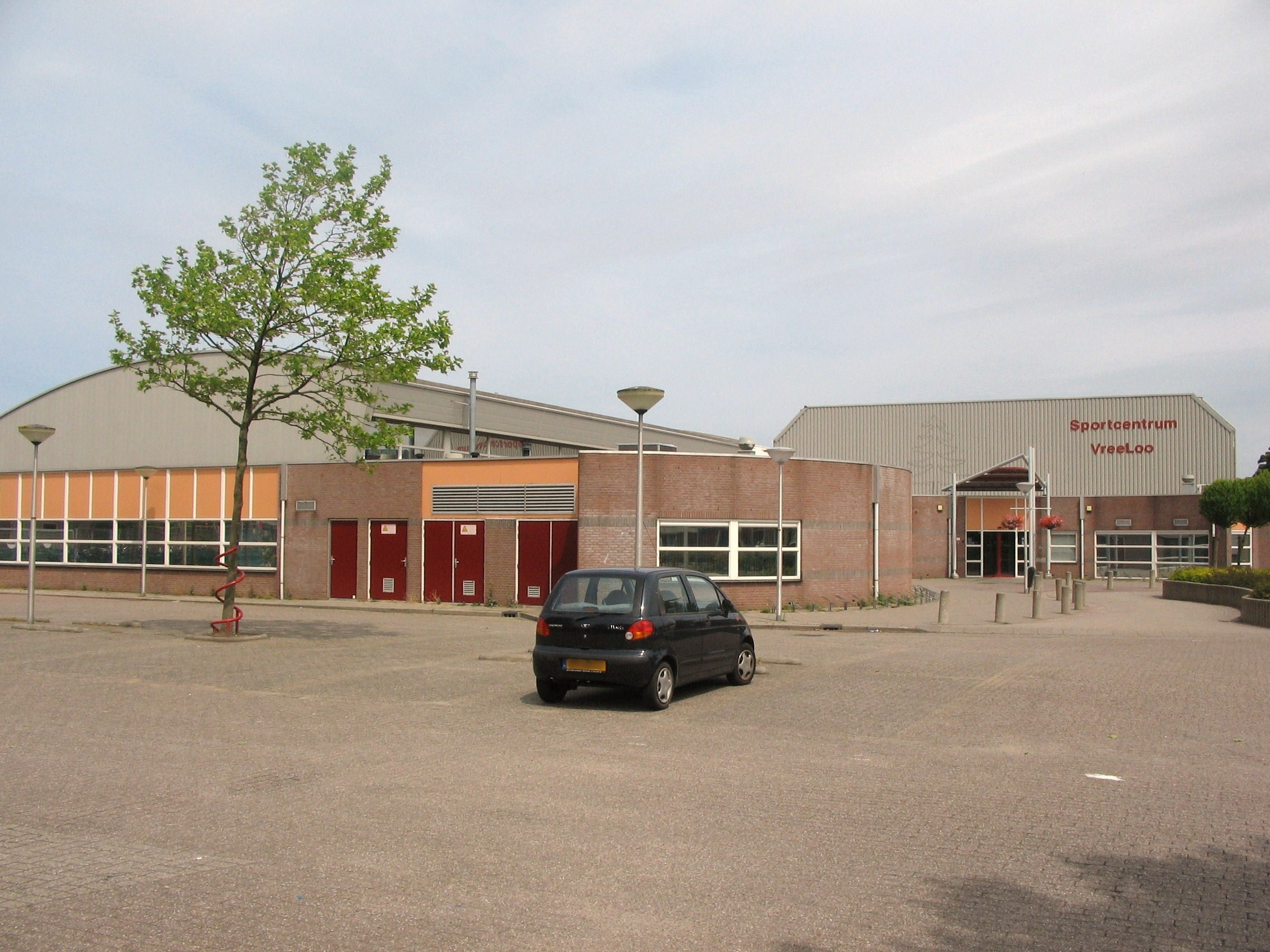
Sportcentrum Vreeloo

In De Lier zijn er veel verenigingen. 97% van de Lierse jeugd beoefent een sport. Er zijn in het kleine dorp dan ook veel sportverenigingen te vinden zoals voetbalvereniging Lyra, tennisvereniging L.T.C. 't Loo, korfbalvereniging Valto, handbalvereniging Odis, Gymnastiek vereniging S.V. De Lier, Volleybalvereniging Vollier en badmintonvereniging L.B.V. De Pluimbal
Ook is er nog een tafeltennisvereniging, een jeu de boulesvereniging, een schaakvereniging, een damvereniging, een zwemmenvereniging en een land- en waterscouting. Veel van deze verenigingen zijn gevestigd in sportpark De Zweth, sommige in hun eigen accommodatie, andere in een van de 2 sporthallen van sport- en zwemcentrum Vreeloo.
Daarnaast kent De Lier veel culturele verenigingen: drie harmonieverenigingen: Excelsior, Liora en Minerva. Daarnaast zijn er diverse koren en twee toneelverenigingen.
Naast deze culturele en sportverenigingen is er in De Lier ook een levendige carnavalsvereniging De 'Theebukkers’ die een carnavalsoptocht organiseert. Met carnaval heet het dorp 't Bukkersgat.

## Onderwijs
De Lier kent in 2008 vijf basisscholen: een rooms-katholiek, een openbaar en drie protestants-christelijk. Samen hebben deze scholen 1400 leerlingen (schooljaar 01/02).
De openbare bibliotheek is gevestigd aan de Van Rijnstraat en is vijf dagen per week geopend. Het is een vestiging van de overkoepelende Bibliotheek Westland en heeft net als de bibliotheek van Monster een algemene collectie en dienstverlening.
Daarnaast is er een volksuniversiteit gevestigd in De Lier in een voormalige basisschool, genaamd "De Spin", deze biedt jaarlijks cursussen aan zoals computer- en taalcursussen en schilderen.

## Evenementen
- Een jaarlijks in augustus terugkomend evenement is de Lierse feestweek, ook wel de BraDeLier genoemd. Tijdens de BraDeLier worden er door de horeca, het Oranje Comité en verschillende Lierse verenigingen activiteiten en feestavonden georganiseerd voor jong en oud. Daarbij komen er vooral op de vrijdag en de zaterdag duizenden bezoekers uit de omgeving naar het dorp toe. Vooral de laatste jaren is het aantal bezoekers erg gestegen.[25]
- Jaarlijks vaart in juni het Varend Corso Westland langs het dorp, een parade van met bloemen versierde boten.
- Rondom Koningsdag en Bevrijdingsdag zijn er verschillende feesten en activiteiten.
- Carnaval met feesten voor alle verschillende leeftijdscategorieën en op de zaterdag een optocht.

## Geboren
- Franco Petri Burgersdijk (1590-1635), filosoof
- Piet Keijzer (1918-2008), langebaan- en marathonschaatser (winnaar zesde Elfstedentocht)
- Kees Broekman (1927-1992), langebaanschaatser en schaatscoach
- Pieter van Dijk (1943), rechtsgeleerde
- Maarten Koornneef (1950), botanicus
- Frank van Vree (1954), historicus, directeur NIOD
- Gerrit Solleveld (1961), wielrenner
- Roel C. Verburg (1974), cabaretier, stand-upcomedian en singer-songwriter
- Chris van der Ende (1981), stand-upcomedian
- Arjan van der Kaaij (1983), voetballer
- Johan Voskamp (1984), voetballer
- Frank Vreugdenhil (1984), schaatser
- Dione Voskamp (1997), schaatsster